# No Surprises/Running from Demons
No Surprises/Running from Demons – minialbum brytyjskiego zespołu Radiohead wydany 10 grudnia 1997 roku w Japonii aby promować trasę koncertową w tym kraju w styczniu 1998 roku.

## Lista utworów
| Nr | Tytuł                  | Długość |
| -- | ---------------------- | ------- |
| 1. | "No Surprises"         | 3:49    |
| 2. | "Pearly*" (remix)      | 3:38    |
| 3. | "Melatonin"            | 2:08    |
| 4. | "Meeting in the Aisle" | 3:07    |
| 5. | "Bishop's Robes"       | 3:23    |
| 6. | "A Reminder"           | 3:51    |